# Gibbomeconema
Gibbomeconema is een geslacht van rechtvleugeligen uit de familie sabelsprinkhanen (Tettigoniidae). De wetenschappelijke naam van dit geslacht is voor het eerst geldig gepubliceerd in 1999 door Ishikawa.

## Soorten
Het geslacht Gibbomeconema  is monotypisch en omvat slechts de volgende soort:
- Gibbomeconema odoriko (Ishikawa, 1999)